# Deutsche Kirche (Murten)

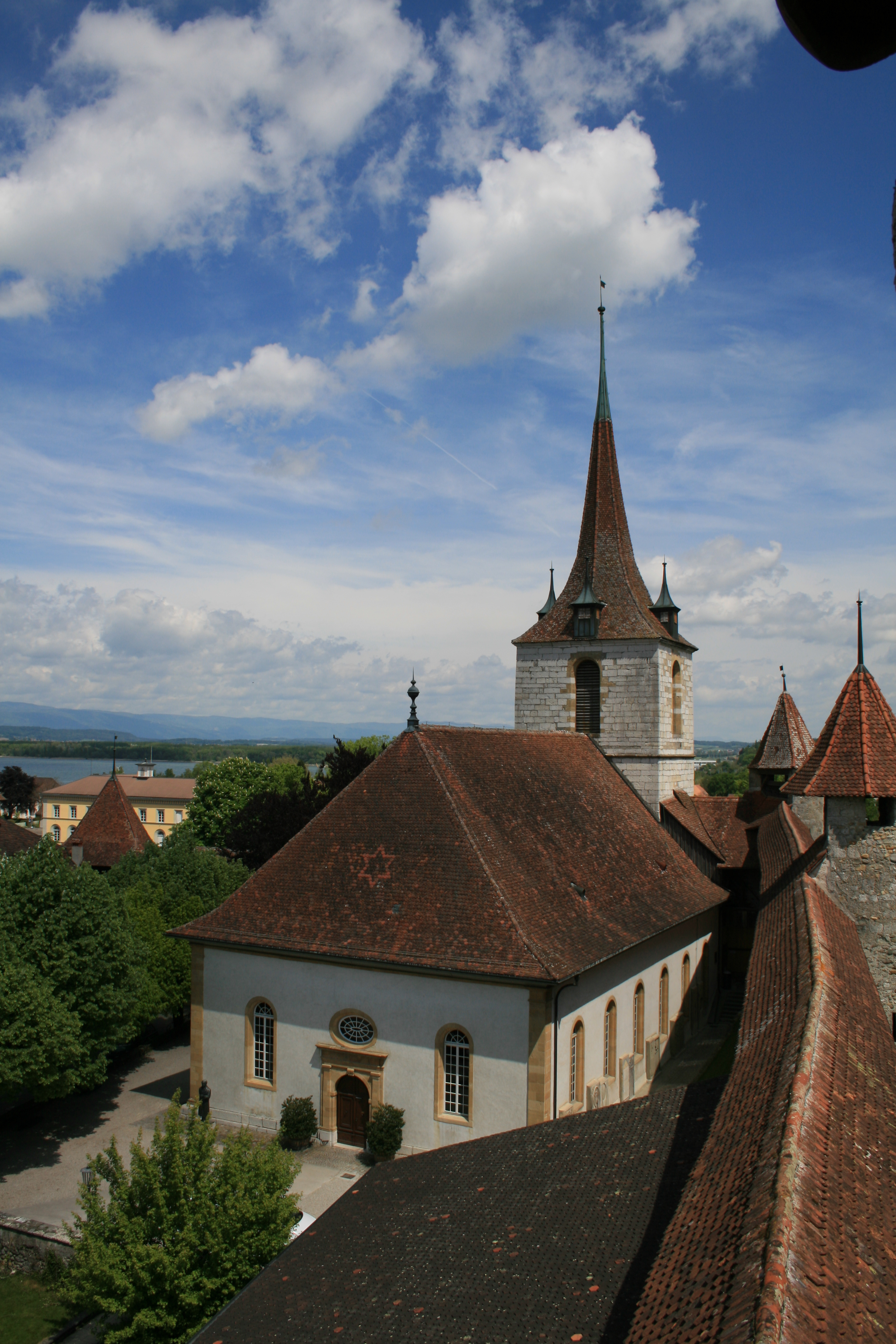
Aussenansicht

Die Deutsche Kirche (französisch Église allemande) ist ein evangelisch-reformiertes Kirchengebäude in der Stadt Murten im schweizerischen Kanton Freiburg. Sie steht als Kulturgut von regionaler Bedeutung (KGS-Nr.: 9988) unter Denkmalschutz.

## Geschichte
Die Deutsche Kirche wurde ab 1381 als Marienkapelle erwähnt. Über ihre Gründung und den Bau sind keine Dokumente bekannt. Anschliessende Unterhaltsarbeiten lassen vermuten, dass die Kapelle 1476 während der Belagerung der Stadt durch Karl den Kühnen im Rahmen der Burgunderkriege teilweise Schaden nahm (siehe auch Schlacht bei Murten).
Murten stand nach den Burgunderkriegen unter der gemeinsamen Herrschaft (gemeine Herrschaft) von Bern und Freiburg. 1530 entschied sich Murten in einer Abstimmung für die Einführung der Reformation. Damit wurde die Marienkapelle zu einem evangelisch-reformierten Kirchengebäude.
1681–1683 wurde der Chorturm (zugleich Teil der Stadtmauer) und 1710–1712 das Kirchenschiff neu errichtet.
1762 wurde die Marienkirche zur Pfarrkirche für die deutschsprachigen Einwohner, nachdem die ausserhalb der Stadtmauer in Muntelier gelegene alte Murtener Pfarrkirche St. Moritz abgebrochen worden war. Gleichzeitig wurde die heute als Französische Kirche bezeichnete Katharinenkirche die Pfarrkirche für die französischsprachigen Einwohner. Entsprechend gingen alte Bezeichnungen wie «Kirche Unserer Lieben Frau» oder «Eglise de Notre Dame» im 18. Jahrhundert endgültig verloren und es setzten sich «Deutsche Kirche» oder «Grosse Kirche» als Namen durch.
1925/1926 sowie 1975 (aussen) und 1979/1980 (innen) fanden grössere Renovationen statt. Die Deutsche Kirche gehört der evangelisch-reformierten Kirchgemeinde Murten.

## Architektur und Ausstattung
Die Deutsche Kirche steht an der Ostecke der Altstadt parallel zur Stadtmauer in nordöstlicher Richtung. Der Chorturm durchbricht die Stadtmauer bzw. ist Teil derselben.
Der Chor weist ein Kreuzrippengewölbe auf. Die hochbarocke Wand- und Gewölbemalerei von 1685 entstand im Zuge des Turmneubaus. Im Rahmen der Gesamtrenovation 1925/1926 wurden die zuvor zugemauerten Chorfenster wieder geöffnet. Im Chor befindet sich eine Kanzel von 1484 und ein kunstvolles Chorgestühl von 1495 bzw. 1498.
Das Kirchenschiff von 1710–1712 ist ein barocker Saalbau mit Rundbogenfenstern, das mit einem geknickten Walmdach gedeckt ist. Der grosse, weiss getünchte Saal weist in der Mitte der Decke ein grosses Stuckmedaillon auf, welches die Wappen der Städte Murten, Bern und Freiburg zeigt. Die Kanzel im Kirchenschiff stammt von 1926. Auf der Westempore steht die Orgel von 1947.

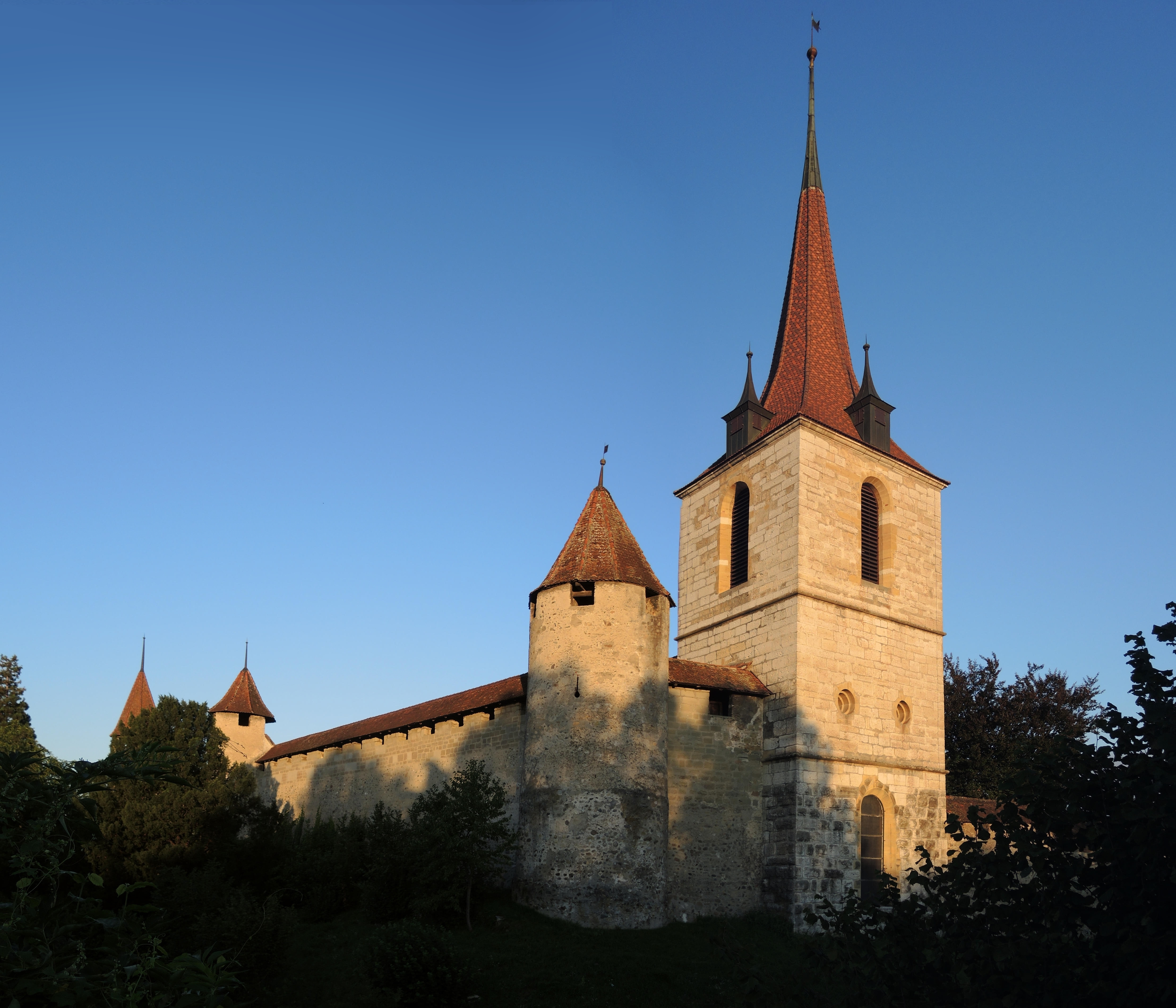
Stadtmauer mit Kirchturm
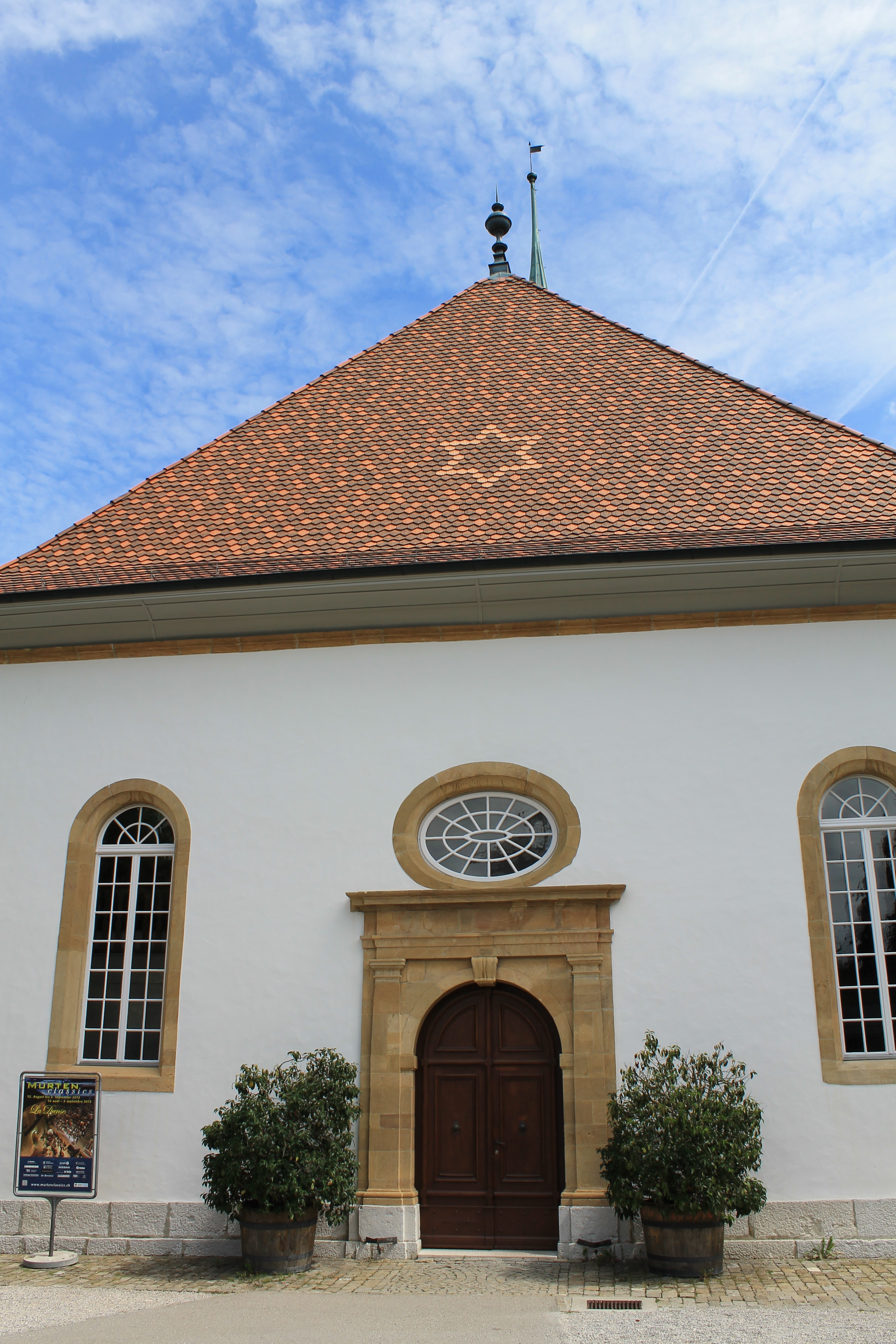
Haupteingang
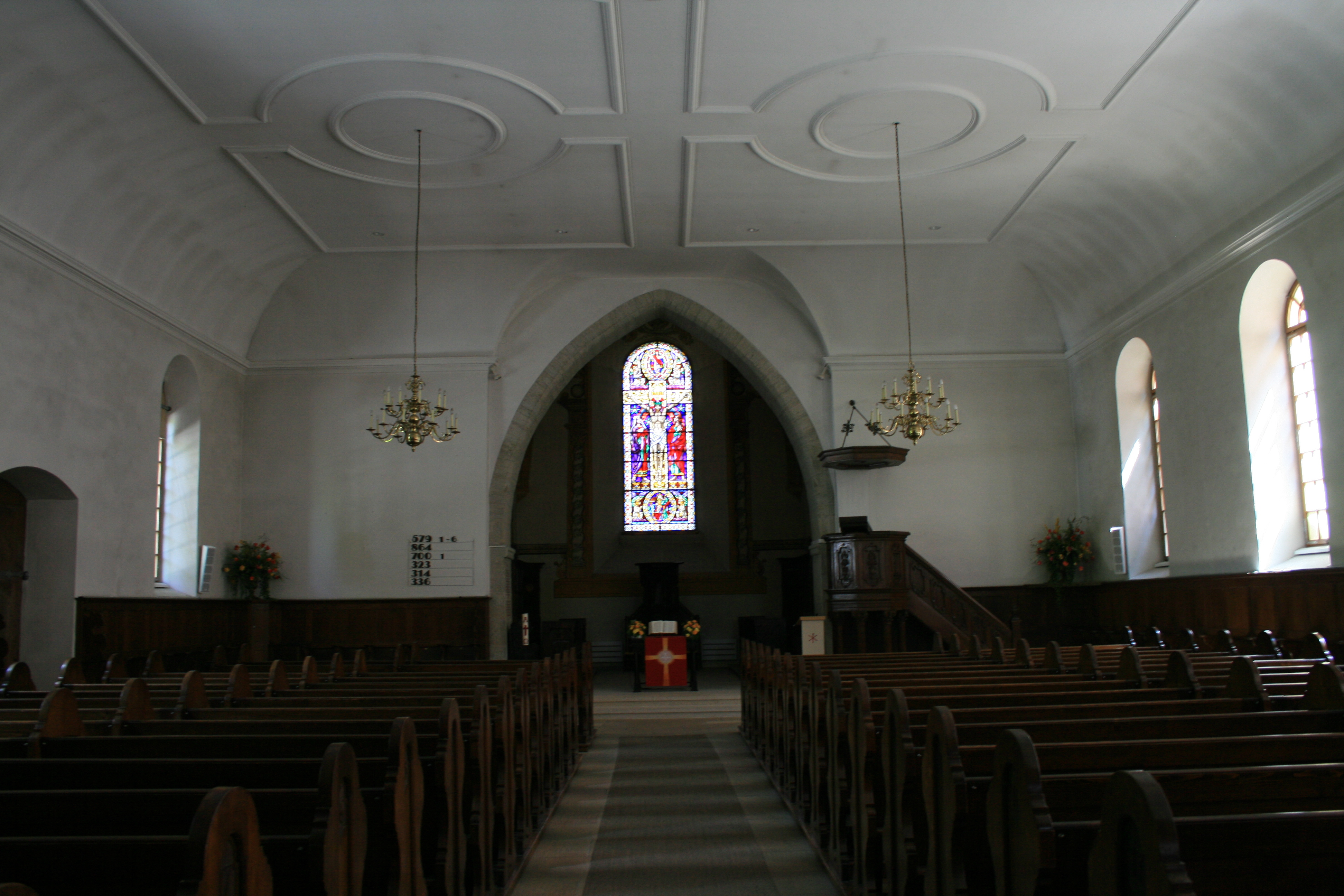
Innenansicht
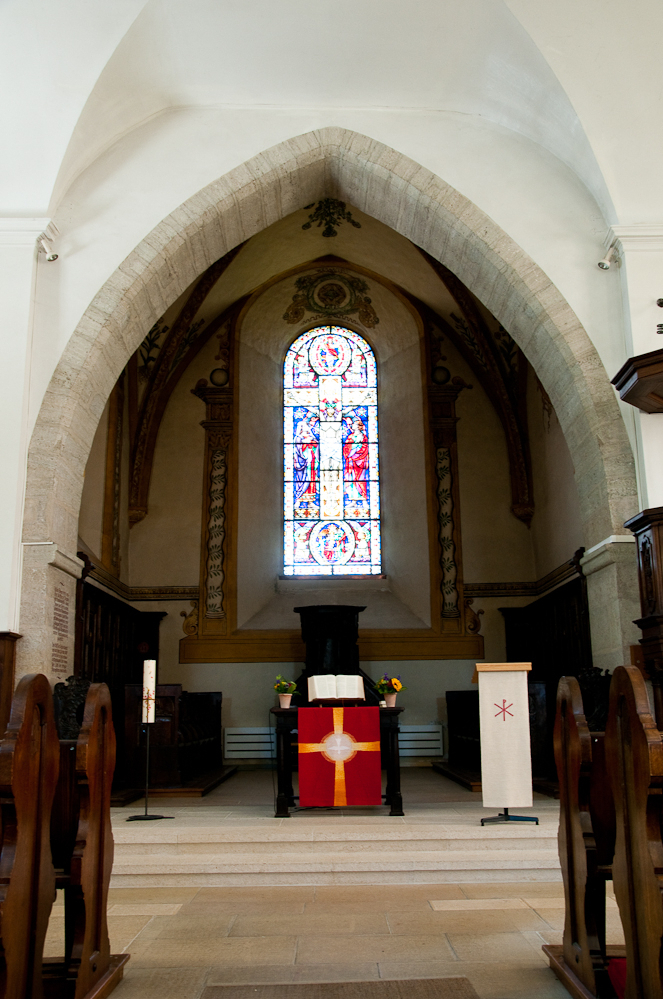
Chor
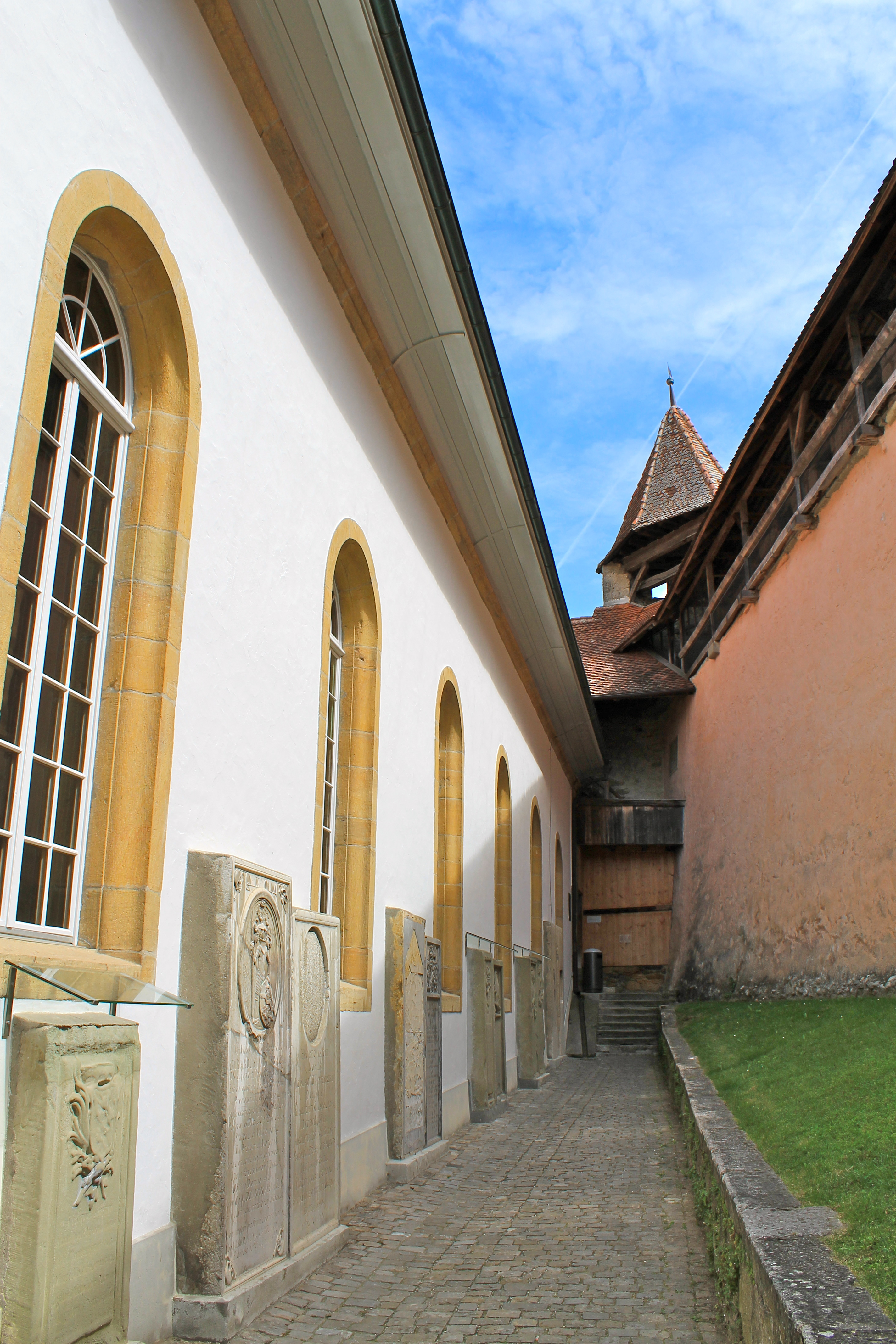
Kirchenschiff, rechts die begehbare Stadtmauer
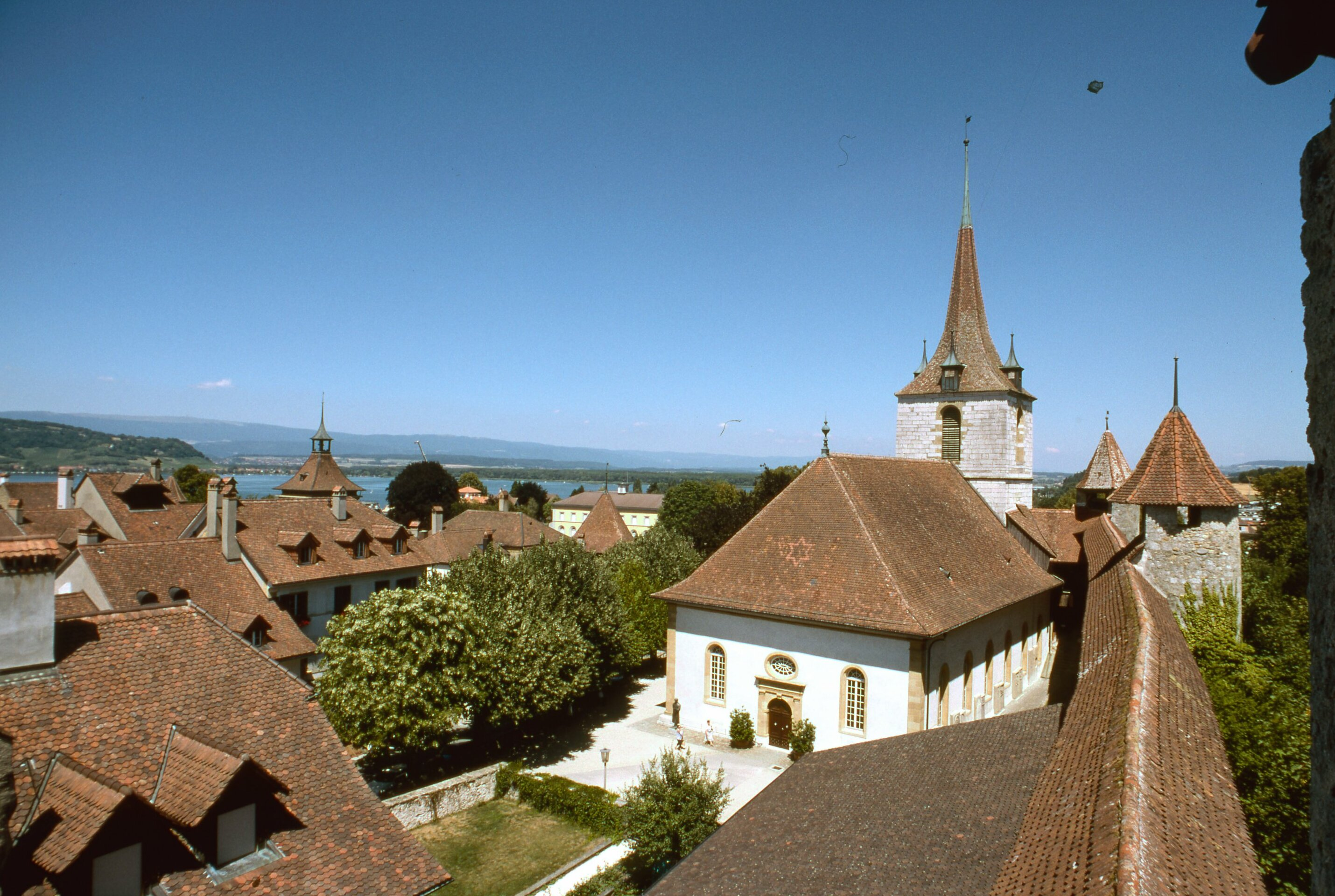
Kirche mit Vorplatz, links der Turmhelm des Berntors, dahinter der Murtensee
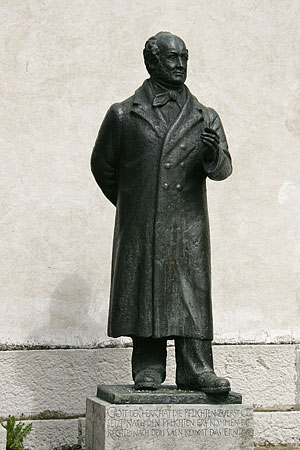
Denkmal für Jeremias Gotthelf vor der Deutschen Kirche

## Orgel
Die aktuelle Orgel wurde 1947 durch Metzler Orgelbau (Dietikon) gebaut. 2017 wurde sie durch die Orgelbaufirma Wälti, Gümligen, restauriert.
Die Orgel verfügt über 36 klingende Register auf drei Manualwerken und Pedal. Sie weist folgende Disposition auf:
| I Hauptwerk C–g3 |        |
| Bourdon          | 16′    |
| Principal        | 08′    |
| Rohrflöte        | 08′    |
| Gemshorn         | 08′    |
| Oktav            | 04′    |
| Hohlflöte        | 04′    |
| Superoktav       | 02′    |
| Mixtur           | 01 ⁄3′ |
| Cornet           | 08′    |
| Corno            | 08′    |

| II Positiv C–g3 |       |
| Suavial         | 8′    |
| Gedackt         | 8′    |
| Principal       | 4′    |
| Rohrflöte       | 4′    |
| Flageolet       | 2′    |
| Larigot         | 1 ⁄3′ |
| Mixtur          | 1′    |
| Dulcian         | 8′    |

| III Schwellwerk C–g3 |        |
| Principal            | 8′     |
| Hohlflöte            | 8′     |
| Salicional           | 8′     |
| Oktav                | 4′     |
| Nachthorn            | 4′     |
| Quinte               | 2 ⁄3′  |
| Terz                 | 1 3⁄5′ |
| Waldflöte            | 2′     |
| Scharf               | 1 ⁄3′  |
| Trompete             | 8′     |
| Clairon              | 4′     |
| Tremulant            |        |

| Pedal C–f1    |     |
| Gedecktbass   | 32′ |
| Principalbass | 16′ |
| Subbass       | 16′ |
| Gedecktbass   | 16′ |
| Principal     | 08′ |
| Gedackt       | 08′ |
| Oktav         | 04′ |
| Mixtur        | 02′ |
| Fagott        | 16′ |
| Zinke         | 08′ |

- Koppeln: II – I, III – I, III – II, I – P, II – P, III – P
- Spielhilfen: Setzeranlage mit 4× 256 Kombinationen, Crescendowalze
- Spiel- und Registertraktur: elektrisch

## Trivia
Der bekannte Schweizer Schriftsteller Jeremias Gotthelf (eigentlich Albert Bitzius) wurde 1797 im deutsch-reformierten Pfarrhaus Murten geboren und verbrachte seine ersten Lebensjahre in Murten. Sein Vater war zu dieser Zeit Pfarrer an der Deutschen Kirche. 1958 wurde zu Ehren von Gotthelf vor der Kirche ein Bronzedenkmal errichtet.